# Université Shinawatra
Pour les articles homonymes, voir Shinawatra.
L'université Shinawatra (en anglais : Shinawatra University ou SIU) est une université privée thaïlandaise située à Bangkok, la capitale du pays. Elle a été fondée par Thaksin Shinawatra, un homme d'affaires et homme politique thaïlandais.

## Galerie

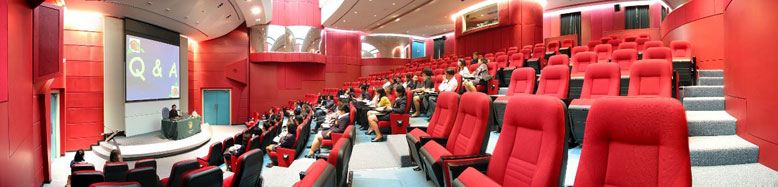
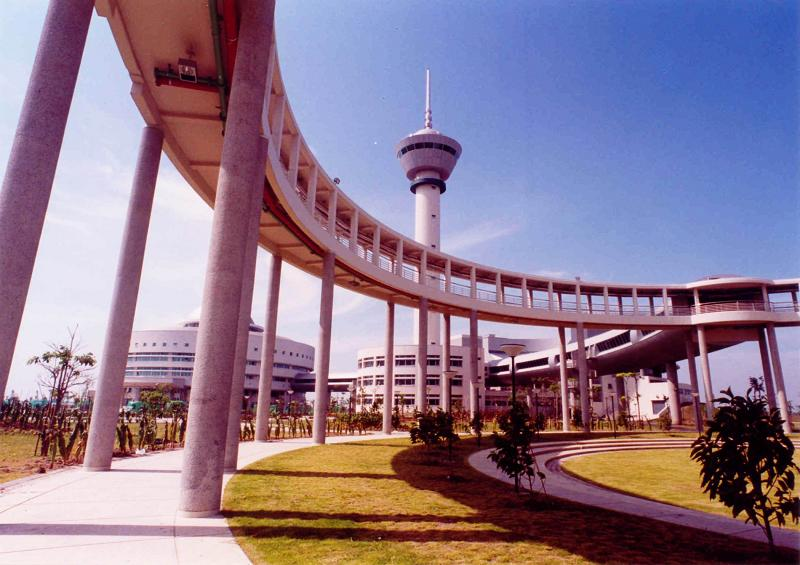
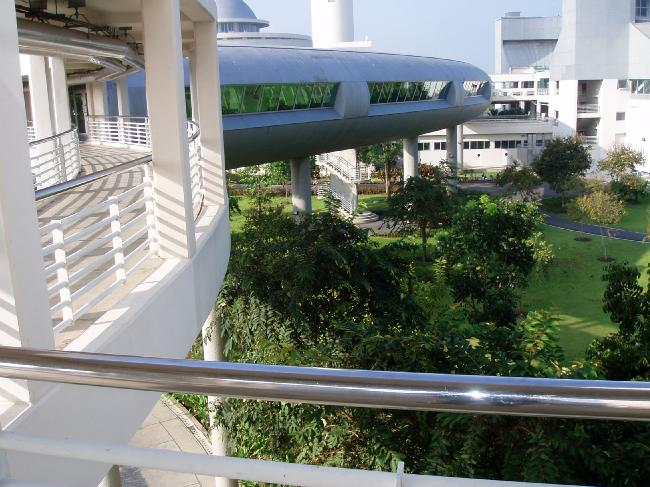
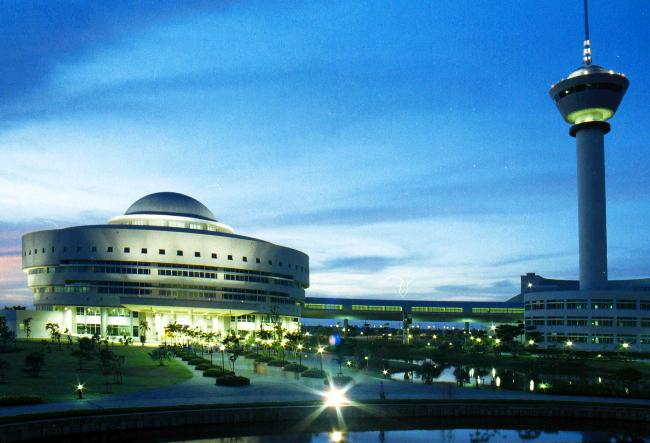

## Source
- (en) Cet article est partiellement ou en totalité issu de l’article de Wikipédia en anglais intitulé « Shinawatra University » (voir la liste des auteurs).